# Mothica
McKenzie Ellis (12 de marzo de 1995) conocida por su nombre artístico Mothica, es una cantante y productora musical estadounidense independiente.

## Primeros años
Ellis nació el 12 de marzo de 1995. Se crio en la ciudad de Oklahoma. Durante su infancia, experimentó agresiones y abuso doméstico, así como depresión e intentos de suicidio.
Desde pequeña escribía música, pero no tenía intención de dedicarse profesionalmente a ello. A la edad de 18 años comenzó a producir música. Estudió en la Harding Fine Arts Academy y posteriormente se mudó a Brooklyn en 2013 para estudiar programación web visual en el Instituto Pratt. Allí descubrió SoundCloud. Su primer tema, "Starchild", fue reproducido 100.000 veces en sus primeras 24 horas.

### Nombre artístico
Ellis adoptó su nombre artístico Mothica a los 15 años como referencia a la tendencia de las polillas de ser atraídas a la luz.

## Carrera artística
La primera canción de Mothica, "Starchild", se reprodujo 100.000 veces en 24 horas después de que la lanzó en SoundCloud. Después de aprender a producir canciones en Ableton Live, lanzó un EP titulado "Mythic" en 2015. La canción "No One" del EP alcanzó el número 6 en las listas virales de Spotify de EE. UU.
Mothica no tiene sello discográfico, publicista ni mánager, y se describe a sí misma como una música que se hizo por sí misma. En el 2020 comenzó a promocionar su música en TikTok, atribuyendo el éxito de su carrera musical a la aplicación luego de que un video de junio del 2020 de su primera vez escuchando su canción "VICES" obtuviera más de 5,000,000 de reproducciones y casi 1,000,000 de me gusta. En la plataforma de redes sociales, donde tiene más de 500.000 seguidores, comparte abiertamente sus experiencias con la depresión, la sobriedad y la caída de cabello.
En junio de 2020, Mothica lanzó la canción titulada "VICES" que alcanzó el número 2 en las listas de música popular de iTunes, superando a Watermelon Sugar de Harry Styles. La canción también se ubicó en las listas de Billboard. En agosto de 2020, lanzó un álbum de 12 canciones titulado "Blue Hour", que discutía autobiográficamente su progreso hacia la sobriedad.
Posteriormente lanzó un EP titulado "Forever Fifteen" en marzo de 2021. El 1 de julio de 2022 lanzó su siguiente álbum, "Nocturnal", con influencias de la música rock.

## Vida personal
Mothica tiene varios tatuajes. El primero fue un cubo geométrico tatuado en la nuca, motivado en su momento por el disfrute de la arquitectura y el minimalismo. Tiene un tatuaje en la manga en su brazo derecho que incluye un halcón volador atravesado por una flecha, así como el cráneo de un carnero y una hoja de helecho. Tiene un tatuaje en la espalda inspirado en la pintura Lucretia de Rembrandt y tatuajes de los títulos de sus canciones "chaos", "heavy heart", "NOW" y "VICES". También tiene un tatuaje de tres polillas alrededor de un poste de luz.
Mothica se mudó a Los Ángeles en 2019 por su carrera musical, pero regresó a la casa de sus padres en la ciudad de Oklahoma debido a la pandemia de COVID-19. Su madre, Debbie Ellis, también conocida como "Momica", la ha ayudado con la producción de videos musicales.

## Discografía

### Álbumes de estudio
- "Blue Hour" (2020)
- "Nocturnal" (2022)
- "Kissing Death" (2024)

### Extended Play
- "Mythic" (2015)
- "Clear" (2016) Ft. Pusher
- "Heavy Heart" (2017)
- "Ashes" (2018)
- "Forever Fifteen" (2021)
- "Nocturnal (lofi beats to fall asleep to)" (2022)

### Singles
- "Molt" (2014)
- "Reputation" (2016)
- "self-Destructive" (2017)
- "Sometimes" (2017)
- "Lovetalk" (2018)
- "Chasing Light" (2018)
- "Vices" (2020)
- "Heavy heart" (2021)
- "GOOD FOR HER" (2022)
- "Glow in the Dark" (2023)
- "Sirens" (2023)